# باشگاه فوتبال چنای سیتی
باشگاه فوتبال چنای سیتی (انگلیسی: Chennai City F.C.) یک باشگاه فوتبال حرفه ای هندی مستقر در شهر کویمباتور، تامیل نادو بود. این باشگاه عمدتاً در آی_لیگ ، که در آن زمان بالاترین بخش سیستم لیگ فوتبال هند بود، رقابت می‌کرد. آنها همچنین در لیگ فوتبال چنای ( Chennai Football League ) ظاهر شده اند. چنای سیتی که در سال ۱۹۴۶ به‌عنوان باشگاه ورزشی نتاجی ( Nethaji Sports Club ) تأسیس شد، اکثریت بزرگ تاریخ خود را با رقابت در لیگ‌های ایالتی و تورنمنت‌های حذفی سپری کرد تا اینکه در سال ۲۰۱۶ وارد مرحله ملی شد.
این باشگاه سابقه یک قهرمانی در آی-لیگ هند را در کارنامه دارد.